# Tezozómoc (hijo de Chimalpopoca)
Tezozómoc (Pronunciación en náhuatl modernoⓘ) fue el segundo tlatoani del altépetl Ecatepec, en la Mesoamérica del siglo XV.

## Biografía
Tezozómoc era hijo del tlatoani azteca Chimalpopoca, gobernante de Tenochtitlan. Su madre pudo haber sido Matlalatzin.
Era nieto del tlatoani Huitzilíhuitl y de Ayauhcíhuatl, hija del tlatoani tepaneca Tezozómoc, gobernante de Azcapotzalco.
Fue pariente y sucesor tlatoani de Chimalpilli I en 1465. Su sucesor fue Matlaccohuatl.